# Maïga Aziza Mint Mohamed
Pour les articles homonymes, voir Mohamed.
Maïga Aziza Mint Mohamed, née le 1er janvier 1967 à Tombouctou, est une femme politique malienne. 

## Carrière
Maïga Aziza Mint Mohamed est chimiste de formation. Première adjointe au maire de Tombouctou, elle est coordinatrice du Réseau des femmes élues et leaders des régions du Nord-Mali, représentante de l’antenne paix et sécurité dans l'espace CEDEAO de Tombouctou. Elle est élue députée à l'Assemblée nationale dans la circonscription de Tombouctou aux élections législatives maliennes de 2013. Elle se représente aux élections législatives maliennes de 2020 sous les couleurs de l'ADEMA, mais n'est pas réélue.